# 下內格拉
下內格拉（西班牙語：Bahía Negra），是巴拉圭的城鎮，位於該國東部，由上巴拉那省負責管轄，始建於1885年7月16日，距離亞松森527公里，面積35,057平方公里，海拔高度75米，2002年人口3,900。
20°13′41″S 58°9′58″W / 20.22806°S 58.16611°W